# Parrasio Micheli

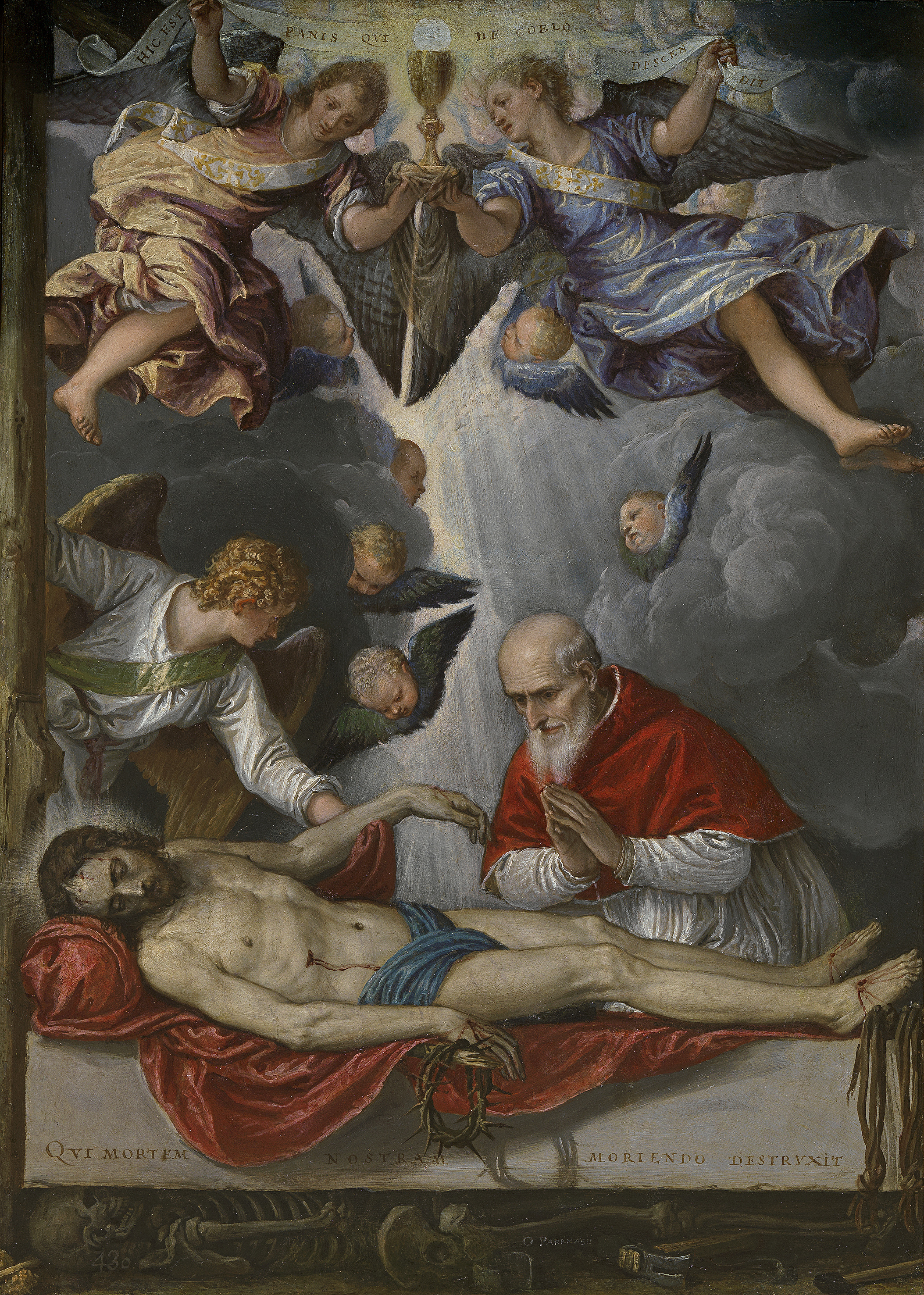
Cristo yacente adorado por el papa Pío V, óleo sobre cobre, 42 x 30 cm, Madrid, Museo del Prado.

Parrasio Micheli (Venecia, c. 1516-1578) fue un pintor renacentista italiano.

## Biografía
Descendiente de una familia aristocrática veneciana, podría haber iniciado su formación en el taller de Tiziano, lo que corroboran fuentes documentales indirectas, como una carta del propio Micheli al rey de España Felipe II, en la que el pintor declaraba tener a Tiziano como referente de todos sus estudios. Las escasas obras documentadas que se han conservado, todas ellas de una etapa avanzada de su carrera, revelan, sin embargo, una firme adhesión a los modelos de Paolo Veronese, de quien, según  S. J. Freedberg, sería «uno de los más obvios imitadores (...), pero también el menos hábil».
Consta que en 1563 recibió un importante encargo: la pintura de un lienzo de gran tamaño dedicado al dogo Lorenzo Priuli con el senado y las alegorías de la Fortuna y de Venecia para la Sala del Colegio del Palacio Ducal, destruido probablemente en el incendio de 1577. El óleo, del que existe un boceto en Berlín, se sabe que fue colocado en su lugar en 1569 y que el artista percibió por él una importante cantidad, indicio del prestigio alcanzado. También fue bien recompensado por dos óleos con sendas parejas de santos —santos Prosdócimo y Justina y santos Antonio y Daniel—, encargados en 1565 por los canónigos de la catedral de Padua y conservados en la sacristía de los canónigos de dicho templo.
De 1573 o poco anterior ha de ser el Cristo yacente adorado por el papa Pío V del Museo del Prado, citado ya en El Escorial en el inventario de pinturas y otros objetos artísticos entregados al monasterio el 30 de mayo de 1575, probablemente enviado a la corte española como prueba de la calidad del pintor, que reiteradamente trató de obtener el favor de Felipe II a la muerte de Tiziano. El asunto, aunque iconográficamente poco usual, lo repitió Micheli en el Autorretrato en adoración de Cristo muerto que pintó con destino al altar de San Giuseppe di Castello en Venecia, donde fue sepultado, obra firmada y fechada en 1573. Con el mismo propósito de ganarse el favor de Felipe II, en 1575 pintó una Alegoría del nacimiento del infante don Fernando, que envió al monarca español con una carta en la que explicaba el significado de las alegorías. También en la colección real entró en 1577 un dibujo, muy cercano al Veronés, con una Alegoría de la Redención ahora conservada en el Metropolitan Museum of Art. Además, en el monasterio de El Escorial se conserva un óleo firmado, Las Marías en el sepulcro, y otro atribuido, Adoración de los Magos.
Redactó su testamento el 18 de abril de 1578, constando por él una considerable fortuna que dejó a Angela di Nicolò Brazza, su ama de llaves.

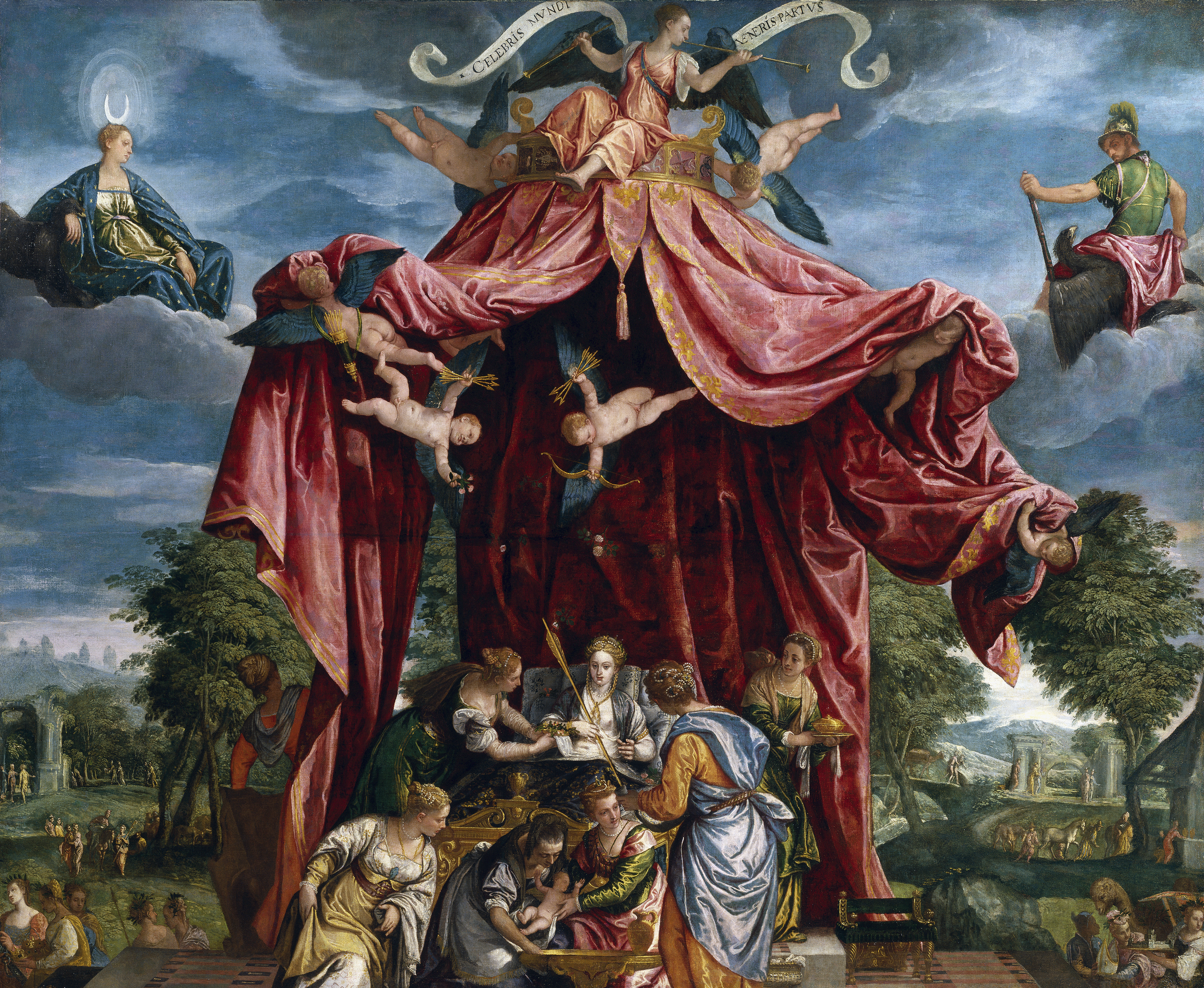
Alegoría del nacimiento del infante don Fernando, hijo de Felipe II, óleo sobre tela, 128 x 223 cm, Madrid, Museo del Prado.